# John Bonica
(John Bonica, Management of Pain, 1954)
John Joseph Bonica (Filicudi, 16 febbraio 1917 – Rochester, 15 agosto 1994) è stato un medico, wrestler, algologo e anestesiologo statunitense, di origine italiana, conosciuto come uno dei più importanti promotori dello studio sulla terapia del dolore.

## Biografia

### I primi anni
John J. Bonica nacque nel 1917 a Filicudi, una delle isole Eolie. Suo padre, Antonio Bonica, durante il periodo della prima guerra mondiale, venne eletto vice sindaco e, in seguito, direttore del servizio postale. La madre, Angela Zagame Bonica, era ostetrica e infermiera, dunque, per i 2 600 abitanti dell'isola, anche uno dei pochi punti di riferimento nelle questioni riguardanti la salute.
John Bonica iniziò a scoprirsi affascinato dalla medicina quando proprio a Filicudi, all’età di otto anni, assistette all’operazione di un ascesso al seno realizzata dal medico locale con la collaborazione della madre. Anche se di primo impatto svenne alla vista dell’incisione, questa esperienza lasciò in lui un ricordo indelebile.
Nel 1925, il padre, consapevole dei limiti che l'isola rischiava di imporre al futuro dei figli, lasciò l'Italia; la moglie, Angela, nel 1928, insieme al figlio John e alle figlie Maria ed Elisabetta, dopo aver completato le pratiche per l’immigrazione e la naturalizzazione, seguì il marito e lasciò Filicudi per Brooklyn, New York. Tuttavia, a causa delle restrizioni sulla valuta, la famiglia non poté trasferire il suo capitale in America. Ma nonostante questo, e nonostante la crisi del 1929, Antonio Bonica riuscì a mantenere la famiglia, lavorando prima come bracciante e, due anni dopo, come supervisore in un'agenzia telefonica.
Nel 1932 il padre morì inaspettatamente. La famiglia rimase con i pochi risparmi accumulati nei quattro anni precedenti. A quel punto John, all'epoca solo quindicenne, nonostante avvertisse il senso d'urgenza per la situazione e avesse perso entusiasmo e speranza riuscì, grazie al disperato lavoro della madre in fabbrica, a continuare la sua formazione e gli studi.
Tra il 1932 e il 1936 John finì la scuola superiore e iniziò a frequentare i primi due anni della Long Island University. Trovò lavoro come venditore di giornali la sera e fu assunto prima come lustrascarpe e poi come commesso in una drogheria tutti i fine settimana. Riuscì a distinguersi in ambito sportivo interessandosi al mondo del wrestling amatoriale, pur rimanendo uno studente lodevole.
In uno dei suoi incontri di lotta, nel 1936, incontrò Emma, una giovane donna di origini veneziane. I due si scoprirono molto affiatati e, affascinato, John decise risoluto di sposarla. Nonostante l’assurdità della precoce proposta, Emma dovette ricredersi dopo nemmeno un anno.

### La carriera sportiva
Nel 1936 John vinse il campionato interscolastico e intercollegiale regionale di wrestling, dove venne notato da uno dei principali esponenti dell’ambiente che lo spinse a diventare un wrestler professionista. Dopo un primo traumatico incontro e sei mesi di intenso allenamento,  divenne seriamente competitivo. Lottò in tutti i principali centri di wrestling nella parte est e centro ovest degli Stati Uniti e per quattro stagioni consecutive fu considerato, nei principali circhi itineranti americani, l'uomo-wrestler che riusciva a “stracciare tutti gli avversari”. 
Nel 1938 vinse il titolo americano di campione nazionale e, l’anno successivo, quello canadese. Nel 1941 divenne campione del mondo dei pesi mediomassimi, qualifica che difese per sette mesi. Questo intenso sforzo finì per provocargli serie lesioni a livello dei muscoli scheletrici con poco tempo a disposizione da dedicare alla guarigione. Le giunzioni cominciarono a risentire di una dolorosa artrite traumatica per la quale, a partire dal 1970, insieme a molti altri problemi di salute, dovette sottoporsi a più di 18 operazioni. 

Negli anni a venire questo mare di lesioni sottocutanee ispirarono la sua grande e intima riflessione sul dolore. Difatti, quando Bonica parla di dolore cronico e di terapia del dolore, le sue parole vengono tanto dalla sua conoscenza accademica quanto dalla sua esperienza personale.

### La carriera medica
Nonostante il rilevante impegno richiesto dal wrestling, John non trascurò mai la sua formazione accademica. Pertanto nel 1938 si immatricolò alla Marquette University School of Medicine e, nei quattro anni restanti, si riconfermò un eccellente studente. Nel corso degli studi rimase intensamente affascinato dall’anatomia del sistema nervoso, tanto che, durante il suo secondo e terzo anno, impartì lezioni di anatomia agli studenti appena immatricolati.

Subito dopo la laurea nel maggio del 1942, sposò Emma Louise Baldetti e, scoppiata la guerra, cominciò il programma accelerato di tirocinio per sei mesi e, di anestesiologia, per diciotto mesi, presso il Saint Vincent’s Hospital a New York.
Un anno dopo John si vide coinvolto in una scena straziante che lo segnò inevitabilmente. Alla moglie, durante le doglie per la nascita della loro prima figlia, Angela Carol, venne somministrato un cattivo anestetico da un medico interno inesperto che ebbe un effetto quasi fatale dovuto all’ipossia indotta dall’aspirazione di contenuto gastrico. A partire da questo incidente, Bonica iniziò a finanziare una campagna mondiale per migliorare l’analgesia e l’anestesia  nell’ostetricia.

Terminata la specializzazione, nel maggio del 1944, venne promosso a responsabile del reparto di anestesia della sala operatoria, dell’organizzazione e della supervisione della terapia polmonare, della banca del sangue e della gestione dei pazienti con intenso dolore dovuto alle ferite di guerra, al Madigan Army Medical Center presso Fort Lewis a Washington, che, a quell’epoca, era il più grande ospedale militare americano (7700 letti).

A causa della disinformazione che vedeva compromessi molti infermieri e medici, Bonica, si ritrovò insieme a soli altri due infermieri anestesisti a somministrare a tutti i cinquanta e sessanta pazienti, operati ogni giorno, tiopentale ed etere e a sottoporli ad intubazione tracheale per poi riportarli al corpo militare medico che aveva ricevuto istruzioni di base sul monitoraggio dei pazienti. Questa esperienza permise a Bonica di scoprire e di rifinire le tecniche di anestesia che, successivamente, furono utilizzate nel 50%-65% dei pazienti.
Dopo poco tempo stabilì un periodo di formazione in anestesiologia della durata di tre mesi per i medici e di sei mesi per gli infermieri. Durante i suoi trentatré mesi di servizio, John, istruì oltre sessanta medici e circa cento infermieri, alcuni dei quali rimasero a collaborare con lui, mentre la maggior parte venne inviata negli ospedali di prima linea situati nelle zone di trincea.
Entro non molto tempo il programma di anestesia chirurgica venne definito e Bonica allora si organizzò per impartire lezioni su aspetti secondo lui trascurati, come l’anestesia locale e il trattamento di pazienti affetti da dolore cronico. La letteratura di quest'ultimo era quasi sconosciuta; prima di tutto perché era stata fatta poca ricerca nell'ambito del dolore clinico e la maggior parte della conoscenza era dovuta esclusivamente a qualche libro o rivista scientifica e, inoltre, perché non era facilmente accessibile dalla maggior parte dei medici.
A questo proposito collaborò con un'infermiera, Dorothy Crowley, e un neurochirurgo, Lowell E. White, nel tentativo di formare una clinica del dolore attraverso un approccio multidisciplinare presso l'Università di Washington. Fu il primo vero programma di formazione inerente alla medicina del dolore e poté dirsi pienamente concluso solo nel 1970.
Lo studio partiva dal presupposto che problemi anche complessi sarebbero potuti essere curati più efficacemente grazie ad un team di ricerca multidisciplinare e interdisciplinare, in cui ogni membro avrebbe contribuito con le proprie conoscenze e capacità al fine di sviluppare la miglior diagnosi e quindi strategia terapeutica. Questa esperienza lo spinse inoltre ad apprezzare i vantaggi dell'anestesia locale in pazienti ben selezionati, tanto che iniziò ad adoperarla anche nell'ambito della chirurgia e dell'ostetricia e nel trattamento del dolore associato a malattie non operabili chirurgicamente.
A partire dal 1959, lui e suoi colleghi avviarono il migliore e il più attivo programma di tirocinio clinico in anestesiologia del Nord Ovest degli Stati Uniti che, ogni anno, da quel momento in poi, avrebbe attratto numerosi aspiranti medici.
Nel 1950 John Bonica aveva accumulato sufficiente materiale di ricerca clinica ed esperienza per poter iniziare la stesura di un libro di 1500 pagine intitolato Management of pain, pubblicato nel 1953, immediatamente tradotto in diverse lingue e considerato la ‘Bibbia’ della diagnosi e della terapia antalgica. Tra i vari reparti di anestesia dei diversi Multicare Tacoma General Hospital, quello diretto da Bonica fu il primo al mondo a sperimentare l’anestesia totale della durata di 24 ore al servizio delle pazienti ricoverate nel reparto di ostetricia, con particolare attenzione riguardo all’analgesia epidurale caudale e lombare.
Il dottor Bonica, nello Stato di Washington e nel Nord Ovest degli Stati Uniti, era considerato ormai pioniere indiscusso dell’anestesiologia.

### Le associazioni scientifiche affiliate
A partire già dal 1949 il dottor Bonica iniziò a viaggiare per gli Stati Uniti tenendo conferenze riguardanti l’anestesia locale, l’anestesia ostetrica e il trattamento del dolore, assumendosi l’incarico di organizzare attività volte a diffondere le nuove scoperte scientifiche. Sfruttando il prestigio conquistato a Washington, contribuì a fondare la Società degli Anestesiologi dello Stato di Washington (WSSA) e la Società degli Anestesiologi del Nord-Ovest (NWSA), scrivendo al contempo per l'American Society of Anesthesiologists (ASA)  molti articoli importanti; finché, nel 1965, non ne fu eletto presidente, potendo così incrementare fortemente le attività dell’ASA attraverso lo sviluppo del suo canale di insegnamento noto come Medical Student Anesthesia Preceptorship.
Agli inizi del 1953 iniziò a tenere conferenze e a fare dimostrazioni cliniche in molti centri internazionali di medicina, convogliando l’attenzione sull'importanza dell’anestesia locale e ostetrica e sull'approccio multidisciplinare al dolore. A metà degli anni '50 si interessò alla neonata Federazione Mondiale delle Società degli Anestesiologi (WFSA), composta dalle più importanti società di anestesia nazionali, fissando come primo obiettivo quello di migliorare le cure anestetiche per tutte le persone del mondo. Nel 1960 aiutò l'ASA ad unirsi alla WFSA ed entrò a far parte, prima, del Comitato Esecutivo della Federazione, una posizione che egli mantenne per ben otto anni, e, poco dopo, del President's Scientific Advisory Comitee (SAC), preoccupandosi per prima cosa della formazione accademica degli anestesiologi nei paesi non sviluppati e in via di sviluppo.
Nel 1965 Bonica formulò progetti per la creazione del Centro di Formazione Anestesiologa Latino Americano a Caracas, in Venezuela, diventando il consulente ufficiale del Ministro della Salute e il presidente della "Central University" venezuelana. Alcuni anni dopo nacque a Manila il Centro di formazione in anestesiologia sulla costa Ovest del Pacifico, noto come Westner Pacific Center for Anesthesiology Training.
Nel 1972 Bonica divenne Segretario Generale del WSFA, che costituiva il centro amministrativo principale della fondazione. Insieme al Comitato Esecutivo, egli fu il responsabile della creazione di nuovi piani per lo sviluppo di altri centri di formazione accademica in Africa e in altre parti del mondo. Nel 1980 John Bonica era presidente del WFSA.
Dal 1960 lo Stato di Washington aveva chiesto a John di contribuire allo sviluppo della nuova scuola di medicina a Seattle. Riconoscendo l’importanza di questa occasione per promuovere la sua causa, il dottor Bonica accettò l'incarico. Allo stesso tempo però lo sviluppo dell'anestesiologia in ambito accademico aveva proseguito molto oltre l'insegnamento dell’anestesia clinica. Uno dei suoi primi progetti, quindi, fu quello di fondare a Washington una nuova università, nota come "University of Washington Multidisciplinary Pain Clinic", specializzata nell'approccio multidisciplinario al dolore clinico.
A quel punto, avendo notato che il progresso clinico e la ricerca di base andavano di pari passo, dispose di voler reclutare i migliori ricercatori cercando, al contempo, giovani scienziati incuriositi da questo nuovo campo. Infatti, a partire già dal 1967, egli riuscì a convogliare sufficienti ricercatori per lavorare nel suo reparto e a concorrere con successo verso un grande contributo alla scienza che sarebbe stato premiato dall'Istituto Nazionale di Scienze Mediche Generali per la creazione del Centro di Ricerca in Anestetica (ARC) presso l'Università di Washington.
Tuttavia, per diffondere la sua terapia clinica e favorire nuove ricerche sul dolore in ambito mondiale, il dottor Bonica necessitava di un forum internazionale, così, nel 1973, organizzò un convegno a Seattle, dove riunì insieme i trecentocinquanta leader in tutto il mondo nella ricerca e nella terapia del dolore, provenienti da tredici differenti paesi. In questo incontro propose la fondazione di una "Associazione Internazionale per lo Studio del Dolore" (International Association for the Study of Pain, IASP), che lui stesso aveva immaginato almeno venticinque anni prima.
Nel 1975 fu pubblicata la prima copia del periodico PAIN. Quindici anni dopo la sua fondazione, l'associazione raggiunse un'iscrizione di 3700 rappresentanti di oltre 60 nazioni e circa 30 specializzazioni, organizzando oltretutto ben cinque congressi mondiali.
Il dottor Bonica lasciò il ruolo di presidente del reparto di anestesiologia dell'Università di Washington nel dicembre del 1977 con l'intenzione di dedicare più tempo allo sviluppo di programmi sulla ricerca e terapia del dolore. Il dipartimento dell'Università di Washington gli fu orgogliosamente grato per aver formato centinaia di anestesisti e algologi, molti dei quali entrarono a far parte di altri dipartimenti negli Stati Uniti e continuarono a diffondere i suoi insegnamenti. Nel 1978, con Bonica come direttore, nacque il “Centro Multidisciplinario del Dolore” dell’Università di Washington. A distanza di quaranta anni quest’ultimo è diventato un grande e vigoroso centro di eccellente ricerca sul dolore e sulle sue terapie.
La storia della medicina oggi riconosce John Bonica come il padre di questo settore. Ciò che ha spinto quest'uomo nella sua opera di informazione è stato l'aver riconosciuto il dolore come una malattia in sé per sé, non come un semplice sintomo dovuto a qualche altra condizione patologica.

### Gli ultimi anni
Durante gli ultimi anni di vita, Bonica intraprese il doveroso progetto di scrivere la seconda edizione del suo libro Management of pain e fu chiamato a grande richiesta come docente nelle migliori università del mondo. Divenne un “visiting professor” (un professore sotto contratti di brevissima durata) dando lezioni e dimostrazioni cliniche di anestesia e terapia del dolore in oltre duecento scuole di medicina. Fu consigliere ufficiale del governo argentino, brasiliano, italiano, svedese, giapponese e venezuelano incoraggiandoli ad investire nello sviluppo delle terapie del dolore e nei programmi di ricerca interessati.
Gli ultimi anni della sua vita furono costernati dalla sofferenza e dal dolore cronico. I tanti anni di wrestling avevano compromesso per sempre il suo fisico, tanto da deformare diverse giunture e vertebre, motivo per cui fu costretto a sottoporsi a quattro diverse operazioni, senza trarre da nessuna particolare giovamento.
In quegli anni John aveva bisogno di medicazioni continue per poter continuare a lavorare. Solo il viaggio alle Hawaii e nella sua vecchia casa a Filicudi gli permisero di ritrovare un po' di vigore fisico e di alleviare le sofferenze, probabilmente grazie alla possibilità di nuotare nell'Oceano. Si impose di rimanere attivo ma, nonostante la sua tenacia e la sua grande forza d'animo, il suo corpo cedette per la mancata forza fisica.
John morì a circa un mese di distanza dalla morte della moglie Emma, che rappresentò per lui una perdita psicologicamente insuperabile, dal momento che lei lo aveva sempre seguito e affiancato per tutta la sua carriera. Fu colpito da un'emorragia cerebrale all'età di settantasette anni. Si spense nell'agosto del 1994 presso il S.Mary's Hospital di Rochester, Minnesota.

## Scritti principali
Al dottor Bonica si deve la collaborazione e il finanziamento per la stesura di oltre 60 libri e più di 270 articoli scientifici, due terzi dei quali devoluti alla ricerca e alla terapia del dolore. Ha scritto e pubblicato 28 libri. Tra questi, quelli considerati come i più importanti, in quanto ritenuti punti di riferimento per le rispettive specializzazioni mediche, sono La terapia del dolore, di carattere enciclopedico, composto da tre volumi, il primo dei quali interamente scritto da John Bonica, e Analgesia e anestesia ostetrica.
Quest'ultimo, pubblicato nel 1967, raccoglieva tutto lo scibile allora conosciuto sull'argomento. Infatti lo sviluppo maggiore in anestesia ostetrica degli ultimi 20 anni era stato determinato, probabilmente, dall'introduzione nell'analgesia di oppioidi somministrati per via spinale.
Nel 1990 gli è stato reso onore da papa Giovanni Paolo II per il suo contributo nel miglioramento della salute globale. Il Papa ha inoltre richiesto una copia della seconda edizione dei volumi di The Management of Pain, pubblicata quell'anno, per la sua libreria privata.
Il lavoro che stai compiendo è immensamente importante per il bene dell'umanità, perché cerchi il sempre più importante contenimento del dolore fisico, dell'oppressione mentale e spirituale che spesso il dolore fisico porta con sé 
(Papa Giovanni Paolo II, 26 luglio 1987).

## Premi e onorificenze
Per queste e altre referenze professionali e accademiche Bonica ha ricevuto diversi onori. È stato premiato con il titolo di “Dottore della Scienza” dal Medical College del Wisconsin e dalla ‘Northwestern University’, “Dottore della Scienza” ad honoris causa dall'Università di Siena, in Italia, “Medaglia d'argento” dalla Società Medica Svedese, “Medaglia d'oro per le Neuroscienze” da parte della Società Neurofisiologica tedesca. Fu eletto Socio Onorario nell'Associazione di Anestesisti di Gran Bretagna e Irlanda, nella facoltà di medicina e chirurgia del Royal College, nella società svedese e in un gran numero di altre società mediche straniere. Ricevette inoltre il titolo di ‘Distinto Servizio’ dalla Società americana di Anestesiologi, che è il più alto onore conferito dall'ASA ad un anestesiologo americano. Le società americane ed europee di anestesiologia elargirono a Bonica i loro più importanti premi: “Labat Medal” e “Carl Koller”. Nel 1980 l'Università di Washington stabilì una cattedra annuale in memoria di J.J. Bonica e nel 1987 conferì ai figli John ed Emma Bonica la cattedra in Anestesiologia e Ricerca del dolore, che fu la prima cattedra al mondo di algologia.
Oltre a questi riconoscimenti da parte di università e organizzazioni scientifiche, nel 1967 il dottor J. Bonica fu nominato Comandante e, sei anni dopo, Grande Ufficiale dell'Ordine al Merito della Repubblica Italiana. Quest'ultimo è il più alto titolo conferito dal Presidente della repubblica ad un cittadino straniero. Nel 1988 il Principe Cesare D'Altavilla (discendente dalla casata dei Normanni, re del Regno di Sicilia e di Napoli, sotto il quale regno nacque a Salerno la prima scuola di medicina Europea) elargì a John Bonica il titolo ereditario di Cavaliere del Nobile Ordine del Cingolo Militare fondato nel 1085 a.C..
Probabilmente John Bonica ha messo più impegno nella causa contro il dolore rispetto a qualunque altro anestesiologo o algologo nella storia della medicina, e la sua determinazione è stata di straordinario esempio per tutti quelli che, dopo di lui, si sono dedicati alle ricerche scientifiche in questo ambito.
Egli cessò di considerare il dolore come un sintomo e iniziò a considerarlo una vera e propria patologia da curare, accompagnata da altrettante manifestazioni quali: dolorabilità, iperestesia, iperalgesia e, talvolta, allodinia, ma non da fenomeni neuro-vegetativi riflessi (J.J. Bonica, 1992).